# 北大街街道 (安阳市)
北大街街道，是中华人民共和国河南省安陽市文峰区下辖的一个乡镇级行政单位。

## 行政区划
北大街街道下辖以下地区：
仁义巷社区、北门西社区、西营街社区、西营街北段社区和大院街社区。